# Umag
Umag (în italiană Umago) este un oraș în cantonul Istria, Croația, având o populație de 13.467 de locuitori (2011).

## Demografie
Componența etnică a orașului Umag
     Croați (60,35%)
     Italieni (14,57%)
     Sârbi (4,38%)
     Bosniaci (3,45%)
     Sloveni (1,88%)
     Albanezi (1,34%)
     Necunoscut (2,47%)
     Neclasificat (10,71%)
Componența confesională a orașului Umag
     Catolici (73,52%)
     Fără religie și atei (9,53%)
     Musulmani (4,97%)
     Ortodocși (4,6%)
     Agnostici și sceptici (1,63%)
     Necunoscută (5,21%)
     Alte religii (0,53%)
Conform recensământului din 2011, orașul Umag avea 13.467 de locuitori. Din punct de vedere etnic, majoritatea locuitorilor (60,35%) erau croați, existând și minorități de italieni (14,57%), afiliați regional (8,7%), sârbi (4,38%), bosniaci (3,45%), sloveni (1,88%) și albanezi (1,34%). Apartenența etnică nu este cunoscută în cazul a 2,47% din locuitori. Din punct de vedere confesional majoritatea locuitorilor (73,52%) erau catolici, existând și minorități de persoane fără religie și atei (9,53%), musulmani (4,97%), ortodocși (4,6%) și agnostici și sceptici (1,63%). Pentru 5,21% din locuitori nu este cunoscută apartenența confesională.

## Personalități născute aici
- Marko Purišić (cunoscut ca Baby Lasagna, n. 1995), cântăreț croat.